# Aedes agastyai
Aedes agastyai är en tvåvingeart som beskrevs av Tewari och Hiriyan 1992. Aedes agastyai ingår i släktet Aedes och familjen stickmyggor.
Artens utbredningsområde är Tamil Nadu (Indien). Inga underarter finns listade i Catalogue of Life.